# Xu Guoqing
Xu Guoqing (en chino: 徐國清; 17 de abril de 1958) es un deportista chino que compitió en judo,
Ganó una medalla de bronce en el Campeonato Mundial de Judo de 1987, y dos medallas de plata en el Campeonato Asiático de Judo de 1988. En los Juegos Asiáticos de 1986 consiguió una medalla de plata.

## Palmarés internacional
| Campeonato Mundial  | Campeonato Mundial   | Campeonato Mundial | Campeonato Mundial |
| Año                 | Lugar                | Medalla            | Categoría          |
| ------------------- | -------------------- | ------------------ | ------------------ |
| 1987                | Essen (RFA)          | Medalla de bronce  | +95 kg             |
| Juegos Asiáticos    |                      |                    |                    |
| Año                 | Lugar                | Medalla            | Categoría          |
| 1986                | Seúl (Corea del Sur) | Medalla de plata   | +95 kg             |
| Campeonato Asiático |                      |                    |                    |
| Año                 | Lugar                | Medalla            | Categoría          |
| 1988                | Damasco (Siria)      | Medalla de plata   | +95 kg             |
| 1988                | Damasco (Siria)      | Medalla de plata   | Abierta            |